# Lindmania huberi
Lindmania huberi (лат. Lindmania huberi) — растение из рода Линдмания семейства Бромелиевые (лат. Bromeliaceae) подсемейства Питкерниевые (лат. Pitcairnioideae).

## Авторы названия вида
Растение Lindmania huberi было изучено и описано такими американскими ботаниками, как Лайман Брэдфорд Смит, Джулиан Альфред Стейермарк и Робинсон.

## Распространение
Вид Lindmania huberi встречается в Венесуэле, где он является эндемичным.